# Fousseni Bamba
Fousseni Bamba (ur. 19 kwietnia 1990 w Bingerville, Wybrzeże Kości Słoniowej) – gwinejski piłkarz, grający na pozycji obrońcy.

## Kariera piłkarska

### Kariera klubowa
W 2008 rozpoczął karierę piłkarską we francuskim Villemomble Sports. W sezonie 2009/10 bronił barw Olympique Noisy-le-Sec, a 2010/11 ES Viry-Châtillon. Potem wyjechał z Francji, gdzie występował w klubach Szeged 2011, Gloria Bystrzyca, UJA Maccabi Paris, AO Ajia Napa, FK Słuck i SK Zugdidi. 8 września 2017 roku przeniósł się do ukraińskiego Czornomorca Odessa. 1 czerwca 2018 opuścił odeski klub. 2 lipca 2018 został piłkarzem Honvédu.

### Kariera reprezentacyjna
W 2015 debiutował w narodowej reprezentacji Gwinei. Wcześniej występował w młodzieżowych reprezentacjach Wybrzeża Kości Słoniowej.